# Jessica Thönen
Jessica Thönen (* 14. Juli 1991) ist eine ehemalige Schweizer Grasskiläuferin. Sie nahm nur in der Saison 2007 an internationalen Rennen teil und erreichte in diesem Jahr den zehnten Platz im Gesamtweltcup.

## Karriere
Thönen bestritt Anfang Juni 2007 in Altenseelbach ihre ersten FIS-Rennen. Dabei wurde sie Neunte im Riesenslalom und Fünfte im Slalom. Eine Woche später fuhr sie bei den FIS-Rennen in Traisen auf Platz acht im Riesenslalom und auf Rang zehn im Super-G, im Slalom schied sie aus. Ihre besten Resultate erreichte sie weitere drei Wochen später bei den FIS-Rennen in Chiomonte, wo sie jeweils zweite im Slalom und im Riesenslalom wurde. Allerdings kamen bei diesen Rennen auch nur zwei- bzw. drei Läuferinnen ins Ziel. Am 22. Juli 2007 nahm sie in Marbachegg an ihrem einzigen Weltcuprennen teil. In diesem Riesenslalom belegte sie als Letzte den neunten Platz, womit sie aber Weltcuppunkte gewann und dank der Bonuspunkte aus den FIS-Rennen in der Saison 2007 den zehnten Gesamtrang erreichte. Dieses Weltcuprennen war gleichzeitig ihr letztes internationales Grasskirennen.

## Erfolge

### Weltcup
- Saison 2007: 10. Gesamtrang
- Eine Platzierung unter den besten zehn